# Štefan Golja
Štefan Golja, slovenski rimskokatoliški duhovnik, * 26. december 1689, Kneža, † 18. marec 1764, Gorenja Trebuša. 
Rodil se je v družini tolminskega kmeta Simona Golje. V mašnika je bil posvečen leta 1713. Čedadski kapitelj mu je 28. junija 1728 poveril župnijo Knežo. Takrat je bilo župnikovo stanovanje v Kneži, župnijska cerkev pa v Podmelcu. Golja je zato dal sezidati v novo cerkvico v Kneži. Zaradi gradnje in še nekaterih drugih stvari je prišel v spor z tolminskim grofom Coroninijem in tolminskim arhidiakonom Andrejem Foramitijem. Arhidiakon je proti Golji uvedel preiskavo in proces; bil je obsojen na zaplembo celotnega premičnega premoženja in izgnan iz župnije, da se je moral dolgo časa brezpravno potikati okrog in prosjačiti za najnujnejše. Proti arhidiakonovi obsodbi je napisal zagovor. Nunciatura na Dunaj je Foramitijeve obtožbe ovrgla, premičnine katere so mu prej zaplenili pa je dobil vrnjene. Njegov lik sta v literaturi upodobila France Bevk v zgodovinski povesti Iskra pod pepelom (COBISS) in Ivan Pregelj v delu Štefan Golja in njegovi.